# IC 2994
IC 2994 ist eine Spiralgalaxie vom Hubble-Typ Sc im Sternbild Jungfrau nördlich der Ekliptik. Sie ist schätzungsweise 863 Millionen Lichtjahre von der Milchstraße entfernt.
Das Objekt am 7. Mai 1904 von Royal Harwood Frost entdeckt.